# Синайски псалтир
Синайският псалтир (на латински: Psalterium Sinaiticum) е старобългарски глаголически ръкопис, създаден през X - XI век.

## Сведения
Открит е от архимандрит Порфирий Успенски през 1850 г. в Синайския манастир „Света Екатерина“, където се пази и днес. Първоначално са известни 177 листа, а през 1975 г. по време на ремонтни работи в манастира са открити още 32. Така ръкописът обхваща в сегашния си вид 209 пергаментови листа, но краят му не е запазен.
Паметникът съдържа 151 псалма, 14 библейски песни, молитвата „Отче наш“, „Утренята песен“ („Слава во вишних Богу...“) и началото на „Чина на вечернята“. Това е най-ранният запазен текст на Псалтира на славянски език. Писан е от поне седем книжовника. Използваната глаголица не е съвсем обла и на места е комбинирана с кирилски букви. Ръкописът показва архаични черти в правописа. В езиково отношение се различават два пласта: по-старият отвежда към писмеността на Панония и Моравия, а по-новият е източнобългарски, доближаващ се до езика на Зографското евангелие и на Супрасълския сборник.
Украсата на псалтира е дело на трима от книжовниците-преписвачи. Орнаментите са очертани със същото кафеникаво мастило, с което е писан текстът, и са оцветени в жълто, червено и зелено. В стила им се открива влияние на гръцки ръкописи от западните области на Византийската империя.

## Издания
- Psalterium: Glagolski spomenik manastira Sinai brada (ed. Geitler, L.). Zagreb, 1883 [първо издание; смята се за неточно]
- Синайская псалтырь: глаголический памятник XI в. (ред. Северянов, С. Н.). Петроград, 1922
- Psalterium Sinaiticum: An 11th-Century Glagolitic Manuscript from St. Catharine’s Monastery, Mt. Sinai (ed. Altbauer, M.). Skopje, 1971 [фототипно издание]
- Psalterii Sinaitici pars nova: monasterii s. Catharinae codex slav. 2/N (ed. Mareš, F. V.). Wien, 1997 [издание на откритата през 1975 г. част от ръкописа]

## Изследвания
- Ватрослав Ягич, Четыре критико-палеографические статьи. Санкт-Петербург, 1884, 42-65.
- Ю. В. Петровская, К вопросу о мене глухих в старославянских памятниках. Мена глухих в Синайской псалтыри. – Известия Отделения русского языка и словесности императорской Академии наук, 21, 1916, кн. 1, 279-319
- С. M. Кульбакин, Полугласници у Синаjском Псалтиру. – Јужнословенски филолог, 5, 1925-1926, 69-82
- B. Arnim, Studien zum altbulgarischen Psalterium Sinaiticum. Leipzig, 1930
- C. M. MacRobert, Re-evaluating the Psalterium Sinaiticum: the Limitations of Internal Reconstruction as a Text-Critical Method. – Poznańskie Studia Slawistyczne, 14, 2018, 149–167